# Arie Vermeer
Adrianus ("Arie") Vermeer (Rotterdam, 17 juli 1922 – aldaar, 16 december 2013) was een Nederlands voetballer die als verdediger speelde.
Vermeer speelde tussen 1942 en 1956 in totaal 278 wedstrijden voor Excelsior. Vermeer speelde in zijn jeugd al voetbal op straat en werd op achttienjarige leeftijd lid en speelde twee jaar in lagere elftallen. Op 4 oktober 1942 debuteerde hij in het eerste team tegen SC Neptunus. In november 1946 kwam hij eenmalig uit voor het Nederlands voetbalelftal in een vriendschappelijke wedstrijd in en tegen Engeland (8-2 nederlaag). Hij maakte de overstap naar het semi-profvoetbal mee en stopte in 1956. Daarna speelde hij bij Excelsior nog bij de veteranen. Reeds naast het voetbal dreef hij een slagerij.